# DN29F
DN29F este un drum național care face legătura între DN29A și PTF Racovăț. Acesta a devenit drum național prin trecerea de la Consiliul Județean Botoșani la CNAIR a unor porțiuni din drumurile județene DJ298 și DJ291C.
1. ↑  HG nr. 189 din 1 martie 2023 Publicată în  MONITORUL OFICIAL nr. 180 din 3 martie 2023